# 惠勒 (伊利諾伊州)
惠勒（英語：Wheeler）是位於美國伊利諾伊州傑斯帕縣的一個村落。

## 地理
惠勒的座標為39°02′38″N 88°19′02″W / 39.04389°N 88.31722°W，而該地最高點為海拔高度171米（即561英尺）。

## 人口
根據2010年美國人口普查的數據，惠勒的面積為1.49平方千米，當中陸地面積為1.49平方千米，而水域面積為0.00平方千米。當地共有人口147人，而人口密度為每平方千米98人。